# Pringi (Viimsi)
Pringi est un village de la commune de Viimsi du comté de Harju en Estonie.
Au 31 décembre 2011, il compte 984 habitants.